# Takbrunn

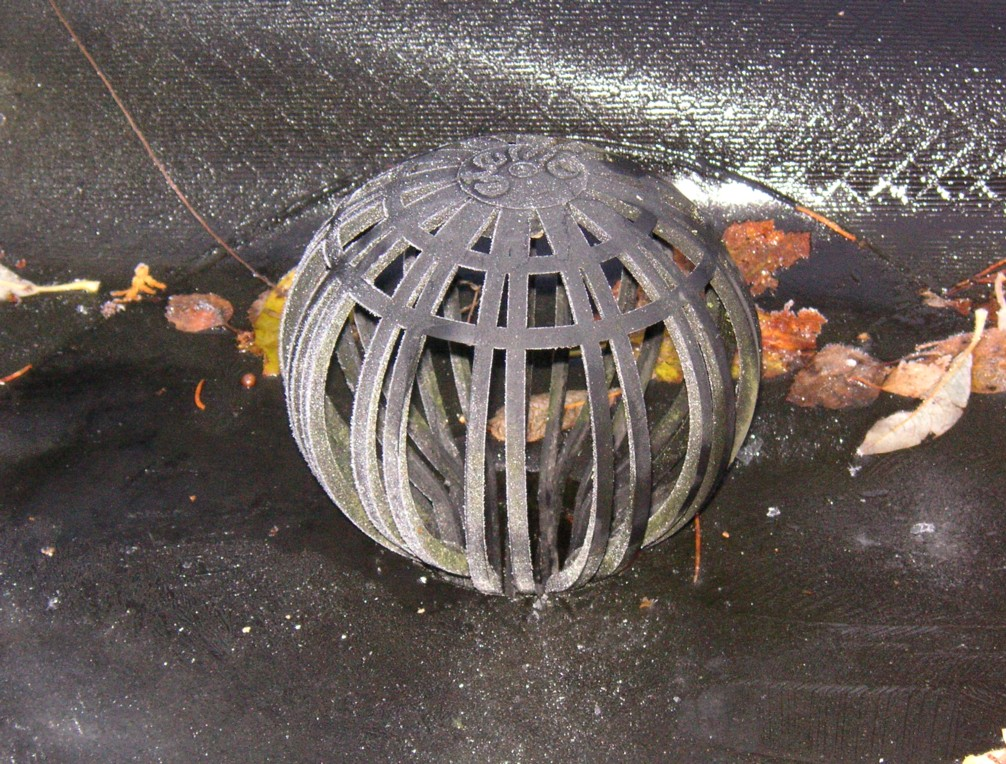
Sumidero de techo con filtro de hojas

Un drenaje de techo es un dispositivo para desviar el agua de lluvia de los techos planos.
El drenaje del techo es parte del sistema de drenaje del techo en un techo plano, un techo de sierra, una terraza u otros techos con drenaje interno. El desagüe del techo dirige el agua desde la cubierta a una tubería que a su vez lleva el agua al desagüe. El techo a menudo está provisto de un canalón que se dispone con una pendiente hacia el desagüe del techo. El desagüe del techo tiene una tapa perforada (tamiz de hojas) que evita que las hojas y los desechos obstruyan el sumidero. El desagüe del techo con tubo de conexión también se puede calentar con resistencias eléctricas, lo que evita que la formación de hielo detenga la salida del agua.